# Hyles calida
Espèce
Hyles calida est une espèce de lépidoptères (papillons) appartenant à la famille des Sphingidae.

## Répartition et habitat
L'espèce est endémique de Kauai, Oahu, Molokai et Hawaii.

## Description
- Les chenilles ont une taille d'environ 60 mm.

## Biologie
Les chenilles se nourrissent sur Acacia koa, Bobea elatior, sur les espèces des genres Coprosma, Gardenia, Metrosideros, Pelea, Scaevola chamissoniana, Scaevola gaudichaudiana et Straussia. 
Les adultes se nourrissent sur les fleurs de Lantana, Metrosideros et d'autres.

## Systématique
L'espèce Hylies calida a été décrite par l'entomologiste britannique Arthur Gardiner Butler en 1881.

### Synonymie
- Deilephila calida Butler, 1881 Protonyme
- Celerio calida
- Hawaiina calida
- Celerio calida hawaiiensis Rothschild & Jordan, 1915

### Liste des sous-espèces
- Hyles calida calida (Kauai, Oahu & Molokai)
- Hyles calida hawaiiensis Rothschild & Jordan, 1915 (Hawaii)[2].